# Víctor Lavalle
Víctor Manuel Guarderas Lavalle (Chorrillos, Provincia de Lima, Perú, 5 de junio de 1911-12 de octubre de 1975) fue un futbolista peruano que jugó como defensa para Alianza Lima.Participó en el torneo masculino en los Juegos Olímpicos de 1936, realizado en Berlín, Alemania.

## Trayectoria
Guarderas Lavalle se incorporó a Alianza Lima en 1929. Participó en un torneo juvenil, donde también participaron Sport Boys, Círcolo Sportivo Italiano, Independiente de Chosica y Huracán Callao, logrando el subtítulo. Durante su paso en la reserva, Guarderas alternó en algunos encuentros del primer equipo de Alianza Lima.
Tras la salida de Alberto Soria a Universitario en 1933. pasó a formar pareja con Juan Rostaing. Ese año logró alzar el título de primera división.
En 1937 se disputó en Argentina el Sudamericano de Fútbol, donde se programaron dos amistosos para escoger los participantes que iban a jugar en el campeonato. Uno de esos partidos fue entre Alianza Lima y el Combinado de la División de Honor, Guarderas entró muy fuerte al delantero Jorge Chávez Boza, jugador del Atlético Chalaco. Después del partido, Guarderas fue detenido, donde permaneció unos días en prisión, además de que su carné de cancha fue cancelado. Días más tarde, Chávez Boza falleció luego que le amputasen la pierna para evitar una gangrena. Pasada la tragedia, los hinchas aliancistas empezaron a reprobarlo, por esa razón Guarderas se retiró del Fútbol.
Falleció el 12 de octubre de 1975, en El Porvenir, del distrito de La Victoria luego de que le extirparan el pulmón. Tenía 64 años, está enterrado en el Cementerio El Ángel.

## Selección nacional
Participó con la selección peruana en los Juegos Olímpicos de 1936, realizado en Berlín, donde la blanquiroja quedó en cuartos de final.
Participación en Juegos Olímpicos
| Torneo                   | Sede     | Resultado        |
| ------------------------ | -------- | ---------------- |
| Juegos Olímpicos de 1936 | Alemania | Cuartos de final |

## Clubes
| Club         | País | Año         |
| ------------ | ---- | ----------- |
| Alianza Lima | Perú | 1933 - 1937 |

## Palmarés
| Título           | Club         | País | Año  |
| ---------------- | ------------ | ---- | ---- |
| Primera División | Alianza Lima | Perú | 1933 |